# 130 PO 946s à 976s
 (mai 2025).
Les  130 PO 946s à 976s sont des locomotives de la compagnie du chemin de fer de Paris à Orléans de type 130 Mogul, affectées à la traction des trains de marchandises.

## Histoire
Une série de 6 locomotives de type 130, est construite par les ateliers de la compagnie par transformation des locomotives de type 030 et mises en service en 1911 et 1912. Elles sont toutes équipées de la surchauffe et de ce fait, leur numéros de parc est suivi de la lettre S.
Ces machines sont issues de la transformation d'ancienne locomotives de type 030. Elles étaient immatriculées dans la série 946 à 976.
Les locomotives transformées sont dés lors, numérotées dans le parc de la compagnie dans la série 946 S, 953 S, 954 S, 968 S, 975 S, 976 S puis, en 1934, renumérotées 130 946, 130 953, 130 954, 130 968, 130 975, 130 976, dans l'effectif du PO-Midi.
En 1938, lors de la création de la SNCF, elles deviennent 4-130 D 946, 4-130 D 953, 4-130 D 954, 4-130 D 968, 4-130 D 975, 4-130 A 976.

## Caractéristiques
Diamètre des roues motrices: 1,35 m
Empattement total (avec bissel): 5,78 m
Diamètre et course des cylindres : 500 x 650 mm,
Timbre de la chaudière : 12 Kg
Surface de grille :2,43 m2
Surface de chauffe du foyer : 13,80 m2
Surface de chauffe des tubes : intérieure 145,90 m2, extérieure 96,47 m2
Surface de chauffe totale : intérieure : 195,97 m2, extérieure : 108,47 m2
Poids à vide : 53,700 t
Poids en charge : 62,500 t